# Pliomelaena brevifrons
Pliomelaena brevifrons es una especie de insecto del género Pliomelaena de la familia Tephritidae del orden Diptera.

## Historia
Mario Bezzi la describió científicamente por primera vez en el año 1918.